# Championnat d'Algérie féminin de football 2018-2019
Navigation
Édition précédente Édition suivante
La Division 1 2018-2019 est la 21e édition du championnat d'Algérie féminin de football. 
Le premier niveau du championnat féminin oppose douze clubs algériens en une série de vingt-deux rencontres jouées sous la forme d'un championnat. La compétition débute le 30 septembre 2018 et s'achève en 21 mai 2019.

## Participants
Ce tableau présente les douze équipes qualifiées pour disputer le championnat 2018-2019. On y trouve le nom des clubs, le nom des entraîneurs et leur nationalité, la date de création du club, l'année de la dernière montée au sein de l'élite, leur classement de la saison précédente, le nom des stades ainsi que la capacité de ces derniers.
Légende des couleurs
- Promu de Division 2.

| Nom du club         | Entraîneur | DC | DM | Cls 2018 | Stade | Capacité | Nb T. |
| ------------------- | ---------- | -- | -- | -------- | ----- | -------- | ----- |
| AFAK Relizane       |            | -  | -  | 1        |       |          | /     |
| AS Sureté Nationale |            | -  | -  | 2        |       |          | /     |
| ASE Alger Centre    |            | -  | -  | 3        |       |          | /     |
| FC Constantine      |            | -  | -  | 4        |       |          | /     |
| FC Bejaia           |            | -  | -  | 5        |       |          | /     |
| AS Intissar Oran    |            | -  | -  | 6        |       |          | /     |
| CF Akbou            |            | -  | -  | 7        |       |          | /     |
| JF Khroub           |            | -  | -  | 8        |       |          | /     |
| ESF Amizour         |            | -  | -  | 9        |       |          | /     |
| MZ Biskra           |            | -  | -  | 10       |       |          | /     |
| SMB Tougourt        |            | -  | -  | D2       |       |          | /     |
| ESFOR Touggourt     |            | -  | -  | D2       |       |          | /     |

## Compétition

### Classement
Le classement est calculé avec le barème de points suivant : depuis la saison 2016-2017, une victoire vaut trois points, le match nul un point et la défaite zéro  (retrait d'un point en cas de forfait).
Les critères utilisés pour départager en cas d'égalité au classement sont les suivants :
1. classement aux points des matchs joués entre les clubs ex æquo ;
2. différence entre les buts marqués et les buts concédés par chacun d’eux au cours des matchs qui les ont opposés ;
3. différence entre les buts marqués et les buts concédés sur la totalité des matchs joués dans le championnat ;
4. plus grand nombre de buts marqués sur la totalité des matchs joués dans le championnat ;
5. en cas de nouvelle égalité, une rencontre supplémentaire aura lieu sur terrain neutre avec, éventuellement, l’épreuve des tirs au but.

| Rang | Équipe               | Pts | J  | G  | N | P  | Bp | Bc  | Diff |
| ---- | -------------------- | --- | -- | -- | - | -- | -- | --- | ---- |
| 1    | AS Sureté NationaleC | 60  | 22 | 19 | 3 | 0  | 81 | 4   | +77  |
| 2    | AFAK Relizane T      | 56  | 22 | 18 | 2 | 2  | 47 | 9   | +38  |
| 3    | FC Constantine       | 48  | 22 | 15 | 3 | 4  | 60 | 14  | +46  |
| 4    | ASE Alger Centre     | 37  | 22 | 11 | 4 | 7  | 51 | 14  | +37  |
| 5    | JF Khroub            | 36  | 22 | 11 | 3 | 8  | 47 | 18  | +29  |
| 6    | MZ Biskra            | 33  | 22 | 10 | 3 | 9  | 44 | 26  | +18  |
| 7    | CF Akbou             | 31  | 22 | 9  | 4 | 9  | 51 | 24  | +27  |
| 8    | ESF Amizour          | 31  | 22 | 9  | 4 | 9  | 34 | 33  | +1   |
| 9    | FC Bejaia            | 26  | 22 | 7  | 5 | 10 | 31 | 33  | -2   |
| 10   | AS Intissar Oran     | 12  | 22 | 3  | 3 | 16 | 28 | 79  | -51  |
| 11   | ESFOR Touggourt P    | 8   | 22 | 2  | 2 | 18 | 13 | 101 | -88  |
| 12   | SMB Touggourt P      | 0   | 22 | 0  | 0 | 22 | 6  | 138 | -132 |

| Légende : | Légende : |
| --------- | --- |
|           | Relégué en Division 2. |
|           | T Tenant du titre. P Promu de Division 2. C Vainqueur de la Coupe d’Algérie 2018-2019. Pts points ; G victoires ; N match nuls ; P défaites Bp buts marqués ; Bc buts encaissés ; Diff différence de buts |

## Bilan de la saison
| Championnat d'Algérie féminin de football 2018-2019 |                                 |
| Champion                                            | AS Sureté Nationale (1er titre) |
| Dauphin                                             | AFAK Relizane                   |
| Coupes et trophées                                  |                                 |
| Vainqueur Coupe d'Algérie 2018-2019                 | AS Sureté Nationale             |
| Vainqueur Coupe de la Ligue 2018-2019               | FC Constantine                  |
| Vainqueur Supercoupe d'Algérie 2018-2019            |                                 |
| Qualifications continentales                        |                                 |
| Promotions et relégations                           |                                 |
| Promus en Division 1                                | AR Guelma                       |
| Promus en Division 1                                | AS Oran Centre                  |
| Relégués en Division 2                              | SMB Tougourt                    |
| Relégués en Division 2                              | ESFOR Touggourt                 |